# Тростянецкий, Геннадий Рафаилович
Геннадий Рафаилович Тростяне́цкий (26 ноября 1950 года, Ростов-на-Дону, СССР) — советский и российский театральный режиссёр, педагог. Лауреат Государственной премии РСФСР им. К. С. Станиславского (1985). Профессор кафедры режиссуры Российского государственного института сценических искусств (бывший СПбГАТИ).

## Биография
Выпускник французской гимназии № 45 города Ростова-на-Дону (1967).
Занимался в Ростовском Дворце пионеров:
- в кружке Театра Кукол, руководителями которого были З. Д. Ермолинская и Б. В. Сахновский;
- в Театральной студии у Т. И. Ильинской, открывшей путь в искусство А. Васильеву, Е. Глушенко, Е. Прудниковой (Смирновой), Ю. Фетингу.
- в студии Пантомимы у В. Шнейдера. Увлечение пантомимой было столь велико, что, ещё учась в 10-м классе, организовал свою студию пантомимы в ДК Строителей. Один из его учеников-студийцев, Юрий Попов, впоследствии создал в Ростове Театр Пантомимы.

Кумиром театральной молодёжи в Ростове в те годы был Артур Хайкин, руководивший Ростовским ТЮЗом. По его приглашению Г. Тростянецкий поставил пантомиму в одном из спектаклей театра. Это и был его первый опыт на профессиональной сцене. Во время учёбы на архитектурном факультете РИСИ Г. Тростянецкий создает студенческий театр-студию «Синий троллейбус». На крошечной сцене ДК работников службы быта возникают спектакли, которые будоражат город. Об одном из них писала «Комсомольская правда». Спектакль «Обнаженные нервы земли» был сделан на основе статей, опубликованных в «КП» и писем, не опубликованных в «КП». Их Г. Тростянецкий привез из редакции. В основе спектакля — судьба Толи Мерзлова, совхозного тракториста. Ценой собственной жизни он спас поле пшеницы, сгорел в тракторе. Стоило ли? Выпуск этого спектакля почти совпадает с окончанием учёбы на архитектурном факультете. Тема диплома — «Центр театрального искусства им. Вс. Мейерхольда».
После окончания РИСИ Г. Тростянецкий продолжает руководить студией и в 1974 году поступает в ЛГИТМиК, в мастерскую режиссуры профессора Г. А. Товстоногова. Его студенческие работы по «Белым ночам» Ф. М. Достоевского и «Подпоручику Киже» Ю. Тынянова становились заметными в жизни института. В них были заняты студенты С. Спивак, Н. Акимова, И. Скляр, С. Кошонин, С. Власов, А. Галибин, В. Лелетко, А. Краско, А. Ургант.
Дипломный спектакль Г. Тростянецкий ставит в Ростовском академическом театре им. М. Горького, которым тогда руководил Ю. Еремин. «Я пришел дать вам волю» по роману В. Шукшина оформляет С. Зограбян, один из студийцев «Синего троллейбуса», ныне — главный художник Ростовского Музыкального театра, лауреат «Золотой маски».
Через год Г. Тростянецкий получает приглашение на постановку в БДТ и на работу в Омский драматический театр, которым руководит А. Хайкин.
С 1980 по 1987 год Г. Тростянецкий работает режиссёром, потом главным режиссёром Омского академического театра драмы, с 1987 по 1990 год — режиссёром театра им. Моссовета, с 1990 по 1994 год — возглавляет петербургский Театр на Литейном, с 2000 по 2003 год — Рижский театр Русской Драмы.
С 1996 по 2004 и с 2015 по настоящее время Г. Тростянецкий руководит режиссёрскими и актёрско-режиссёрскими курсами в РГИСИ. Среди его учеников режиссёры И. Зубжицкая, В. Золотарь, Р. Феодори, Б. Павлович, А. Савчук, Д. Рубин, А. Утеганов, Н. Колотова, Ю. Панина, В. Волконский, Ю. Ядровский, Э. Гайдай, А. Зайцева, А. Черпин, П. Смирнов, В. Кустов, У. Карыпбаев, К. Хусаинова, Н. Балобан, Е. Колесниченко, Н. Трофимов, М. Королькова, А. Богданов, И. Бабушкин, В. Чухланцев, Д. Сухов, Н. Новикова, К. Шапошникова, Е. Павлова, А. Сейнтариду, М. Шэ, К. Джаявардена, безвременно ушедшая Наташа Черных, актёры А. Гульнев, С. Низовская, А. Капалева, В. Горин, Н. Внукова, И. Стебунов, Ю. Дейнега, Д. Цыганков, И. Степанова, Н. Космынина, О. Фёдоров, Г. Самойлова, Б. Копец, А. Пшепюльска, М. Генделев, Д. Блюдов, Е. Рыжик, А. Цыпина.
Мастер-классы и режиссёрские лаборатории Г. Р. Тростянецкого проходят в городах России (Ставрополь, Ростов-на-Дону, Тюмень, Улан-Удэ, Канск, Красноярск, Орел, Пермь, Орск, Саратов) и в зарубежных странах (США, Нидерланды, Беларусь, Польша, Латвия, Литва, Эстония, Кыргызстан).

## Спектакли
ТЮЗ, Ростов-на-Дону:
- «Карьера Артуро Уи» Б. Брехта
- «Машенька» А. Афиногенова

Театр имени Ленсовета:
- «Если проживу лето…» по книге С. Алексиевич
- «Мнимый больной» Мольера
- «Каренин, Анна. Вронский», по роману Л. Толстого «Анна Каренина»
- «Добрый человек из Сычуани» Б. Брехта

Омский театр драмы:
- «Девушка с ребёнком» М. Самойлова и А. Яковлева
- «Закон вечности» Н. В. Думбадзе
- «Комната» Э. Брагинского
- «Король Лир» У. Шекспира
- «Поверю и пойду» Р. Солнцева
- «Вверх по лестнице, ведущей вниз» Б. Кауфман
- «Любовь и голуби» В. Гуркина
- «Бесприданница» А. Н. Островского
- «Легендарная личность» В. Левашова
- «У войны — не женское лицо» по книге С. Алексиевич
- «Лекарь поневоле» Мольера
- «Мой бедный Бальзаминов!» А. Н. Островского
- «Женский стол в Охотничьем зале» В. Мережко
- «Продается японское пальто из парашютного шелка» А. Опарцевой
- «Человек на все времена» Р. Болта
- «Пожар» В. Г. Распутина

Театр имени Моссовета:
- «Печальный детектив», В. П. Астафьева
- «Женский стол в Охотничьем зале» В. Мережко
- «Чайка» А. П. Чехова

Театр «На Литейном»:
- «Скупой» Мольера
- «Упырь» А. Козловского по А. К. Толстому (совместно с В. Глазковым)
- «Великая Екатерина» Б. Шоу
- «Гортензия в Париже», русские водевили (совместно с В. Глазковым)
- «Привидения Генрика И.» по пьесе Г. Ибсена
- «Король Лир» У. Шекспира
- «Ворон» К. Гоцци
- «Превращение» по Ф. Кафке

Орловский театр «Свободное пространство»:
- «Господин де Пурсоньяк» Ж-Б. Мольера
- «Маленькие трагедии» А. С. Пушкина
- «Любовью не шутят» А. Мюссе
- «Белое на чёрном» Р. Д. Г. Гальего
- «Уроки любви» по П-К Мариво
- «Ночь» А. Стасюка

Рижский Театр Русской драмы:
- «Кэрри», мюзикл Р. В. Паулса
- «Плутни Скапена» Мольера
- «Бесплодные усилия любви» У. Шекспира
- «Прекрасное воскресенье для пикника» Т. Уильямса
- «Дибук» С. Ан-ского
- «Один из вас. Жанис Липке»

Большой Драматический Театр им. Г. А. Товстоногова:
- «Веселый солдат» В. П. Астафьева и Н. Садур
- «Блажь» А. Н. Островского
- «Время женщин» по роману Е. Чижовой

Московский ТЮЗ:
- «Мой бедный Бальзаминов» А. Н. Островского
- «Зеленая птичка» К. Гоцци

Пушкинский театральный центр (Санкт-Петербург)
- «О, вы, которые любили …»
- «Дубровский» по А. С. Пушкину

Красноярский театр драмы им. Пушкина
- «Весёлый солдат» В. П. Астафьева и Н. Садур
- «Дама Пик» по А. С. Пушкину

«ТеатрДом». Продюсерская компания
- «Супница, или кипящие страсти»

Единичные постановки:
- «Куриные головы» А. Шпиро (Театр на Малой Бронной, Москва)
- «Исход» М. Механошина (Театральный Центр Юджина О’Нила, Коннектикут, США)
- «Оскар», мюзикл М. Самойлова (Русский театр республики Карелия, Петрозаводск)
- «Бешеные деньги» А. Н. Островского (Академический театр им. М. Горького, Ростов-на-Дону)
- «Дон Жуан» Мольера (Александринский театр, Санкт-Петербург)
- «Ревизор» Н. В. Гоголя — совместная постановка СПГАТИ и Йельской школы драмы (США, Нью-Хейвен, Голландия, Амстердам)
- «Призрак любви» по Кальдерону (Русский театр в Таллинне)
- «Портрет» Н. В. Гоголя (ТЮЗ им. Брянцева, Санкт-Петербург)
- «Севильский цирюльник» Бомарше (Русский театр Литвы, Вильнюс)
- «Белые ночи» по Ф. М. Достоевскому (Драматический театр им. А. Мицкевича, Ченстохова, Польша)
- «Король-олень» К. Гоцци (Молодёжный театр на Фонтанке, Санкт-Петербург)
- «Демон» А. Г. Рубинштейна (Музыкальный театр им. К. С. Станиславского и В. И. Немировича -Данченко)
- «Честный авантюрист» К. Гольдони (Драматический «Театр-театр», Пермь)
- «Двенадцатая ночь» В. Шекспира (Драматический театр им. А. Мицкевича, Ченстохова, Польша)
- «Жители города К.» (Драматический театр, Канск)
- «Люб-офф» (Летняя театральная школа СТД.РФ, Звенигород)
- «Доходное место» по пьесам А. Островского и А. Сухово-Кобылина (Тюменский БДТ)
- «Белый. Петербург» по роману А. Белого (Театр Музыкальной Комедии, Санкт-Петербург)
- «Грех» по повести Л. Толстого «Дьявол» (Тульский Академический Театр Драмы)
- «Три красавицы» по пьесе Валентина Красногорова (Могилёвский драматический театр, Беларусь)
- «Любовь и голуби» В. Гуркина (Театр комедии им. Акимова, Санкт-Петербург)
- «Сокровенная любовь» по прозе Андрея Платонова (Тульский Академический Театр Драмы)
- «Жирофле-Жирофля» Ш. Лекока (Театр Музыкальной Комедии, Санкт-Петербург)

## Награды
- Государственная премия РСФСР имени К. С. Станиславского (1985) — за постановку спектакля «У войны не женское лицо» по книге С. А. Алексиевич
- Национальная театральная премия Латвии «Ночь лицедеев» — «Spelmanu nakts» (2001) — за постановку мюзикла «Керри» на музыку Р. Паулса в Рижском театре Русской драмы.
- Золотая пушкинская медаль к 200-летию А. С. Пушкина (2000) — за вклад в развитие отечественной культуры.
- Высшая театральная премия Санкт-Петербурга «Золотой софит» (2000) — спецпремия «За ансамбль актёрских индивидуальностей» — спектакль «О, вы, которые любили…» в Пушкинском театральном центре.
- Высшая театральная премия Санкт-Петербурга «Золотой софит» (2012) — за постановку спектакля «Время женщин» по роману Е. Чижовой в АБДТ им. Г. А. Товстоногова
- Высшая театральная премия Санкт-Петербурга «Золотой софит» (2016) — за лучший спектакль в жанре оперетты/мюзикла — «Белый. Петербург» в Театре Музыкальной Комедии
- Премия правительства Санкт-Петербурга в области культуры и искусства (2016)
- Международная премия им. Андрея Толубеева (2016)
- Благодарность министра культуры РФ «За большой вклад в развитие культуры и многолетнюю плодотворную работу» (2021)
- Почетная Грамота Министерства культуры, информации и спорта Кыргызской Республики.